# Marblehead (Ohio)
Marblehead é uma vila localizada no estado norte-americano de Ohio, no Condado de Ottawa.

## Demografia
Segundo o censo norte-americano de 2000, a sua população era de 762 habitantes.
Em 2006, foi estimada uma população de 848, um aumento de 86 (11.3%).

## Geografia
De acordo com o United States Census Bureau tem uma área de
9,8 km², dos quais 7,3 km² cobertos por terra e 2,5 km² cobertos por água.

## Localidades na vizinhança
O diagrama seguinte representa as localidades num raio de 16 km ao redor de Marblehead.